# Nymphalis nana
Nymphalis nana är en fjärilsart som beskrevs av Christian Friedrich Stephan 1923. Nymphalis nana ingår i släktet Nymphalis och familjen praktfjärilar. Inga underarter finns listade i Catalogue of Life.